# District de Luxembourg
Pour les articles homonymes, voir Luxembourg (homonymie).
Le district de Luxembourg était l’un des trois districts du Grand-Duché de Luxembourg.

## Histoire
Le district est créé le 24 février 1843, comme les deux autres districts actuels.
Le 30 mai 1857, le district perd le canton de Mersch qui sert à former le nouveau district de Mersch et le regagne le 4 mai 1867 lors de la dissolution de ce nouveau district.
Au 1er janvier 2012, le canton de Capellen voit les communes de Bascharage et Clemency dissoutes lors de la fusion pour former la nouvelle commune de Käerjeng. Le nombre de communes du district passe dès lors de 47 à 46.
Il est à noter qu'en dehors des cas prévus par des lois spéciales, la ville de Luxembourg est placée sous l'autorité directe du ministre de l'Intérieur et non de celle du commissaire de district. 
Il est supprimé en octobre 2015, comme tous les districts du pays, faisant des communes le premier découpage administratif luxembourgeois.

## Géographie
Le district de Luxembourg est bordé au nord par le district de Diekirch, à l’est par le district de Grevenmacher, à l’ouest par la province belge de Luxembourg et au sud par les départements français de Meurthe-et-Moselle et Moselle de la région française du Grand Est.
Le district s’étend sur 904 km2. C'est le plus peuplé des trois districts du pays avec 364 505 habitants en 2010, soit 403 habitants/km2, la densité la plus forte des trois districts.

## Subdivisions
Le district de Luxembourg était subdivisé au 1er janvier 2015 en 4 cantons et 46 communes :
| - Canton de Capellen : - Dippach - Garnich - Hobscheid - Käerjeng - Kehlen - Koerich - Kopstal - Mamer - Septfontaines - Steinfort | - Canton d'Esch-sur-Alzette : - Bettembourg - Differdange - Dudelange - Esch-sur-Alzette - Frisange - Kayl - Leudelange - Mondercange - Pétange - Reckange-sur-Mess - Roeser - Rumelange - Sanem - Schifflange | - Canton de Luxembourg : - Bertrange - Contern - Hesperange - Luxembourg (chef-lieu) - Niederanven - Sandweiler - Schuttrange - Steinsel - Strassen - Walferdange - Weiler-la-Tour | - Canton de Mersch : - Bissen - Boevange-sur-Attert - Colmar-Berg - Fischbach - Heffingen - Larochette - Lintgen - Lorentzweiler - Mersch - Nommern - Tuntange |

## Liste des commissaires de district
La liste ci-dessous recense toutes les personnes ayant officié en tant que commissaire de district de Luxembourg.
- en fonction en 1892: ? de la Fontaine[8]
- 1893 : Édouard Wolff (1851) (lb)
- date indéterminée - 1903: Fritz Mersch (lb)[9]
- 1903-1910 : Pierre Braun[9]
- 1910 : Jean-Baptiste Sax
- en fonction en 1911: ? Leclère[10]
- en fonction en 1930: ? Baltia[11]
- en fonction en 1944: ? Leweck[12]
- 1952-1966 : Jean-Ernest Wurth[13]
- jusqu'en 1992 : Gaston Diederich (lb)
- en fonction en 2013 : Charles Lampers[14]

## Population et société

### Démographie
L'évolution du nombre d'habitants est connue à travers les recensements de la population effectués dans le pays depuis 1821. Les recensements décennaux de la population permettent de caler les chiffres sur la composition de la population par sexe, âge, nationalité et commune de résidence. Entre deux recensements, la population au 1er janvier de l’année {\displaystyle x} est évaluée en ajoutant à la population au 1er janvier de l’année {\displaystyle x-1} les soldes naturel (naissances {\displaystyle -} décès) et migratoire (arrivées {\displaystyle -} départs) de l'année. La même méthode est appliquée pour la répartition par âge au 1er janvier et les effectifs totaux par nationalité. Depuis le 3 octobre 2015, les districts du Luxembourg ont été abolis.
Au 1er janvier 2015, le district comptait 411 312 habitants.
| 1851   | 1871   | 1880   | 1890    | 1900    | 1910    | 1922    | 1930    | 1935    |
| ------ | ------ | ------ | ------- | ------- | ------- | ------- | ------- | ------- |
| 82 498 | 91 637 | 98 770 | 107 498 | 132 382 | 154 614 | 162 439 | 202 372 | 199 635 |

| 1947    | 1960    | 1970    | 1978    | 1979    | 1981    | 1983    | 1984    | 1985    |
| ------- | ------- | ------- | ------- | ------- | ------- | ------- | ------- | ------- |
| 200 276 | 227 747 | 251 627 | 271 041 | 272 261 | 272 398 | 271 860 | 271 300 | 271 550 |

| 1986    | 1987    | 1988    | 1989    | 1990    | 1991    | 1992    | 1993    | 1994    |
| ------- | ------- | ------- | ------- | ------- | ------- | ------- | ------- | ------- |
| 272 290 | 274 170 | 275 932 | 278 274 | 280 160 | 284 904 | 287 730 | 291 116 | 295 065 |

| 1995    | 1996    | 1997    | 1998    | 1999    | 2000    | 2001    | 2002    | 2003    |
| ------- | ------- | ------- | ------- | ------- | ------- | ------- | ------- | ------- |
| 299 222 | 303 692 | 307 528 | 311 305 | 314 957 | 318 977 | 320 137 | 323 300 | 326 102 |

| 2004    | 2005    | 2006    | 2007    | 2008    | 2009    | 2010    | 2011    | 2012    |
| ------- | ------- | ------- | ------- | ------- | ------- | ------- | ------- | ------- |
| 330 563 | 334 814 | 340 626 | 345 478 | 350 827 | 358 203 | 364 505 | 372 520 | 381 801 |

| 2013    | 2014    | 2015    | - | - | - | - | - | - |
| ------- | ------- | ------- | - | - | - | - | - | - |
| 391 398 | 401 041 | 411 312 | - | - | - | - | - | - |

Pour des raisons techniques, il est temporairement impossible d'afficher le graphique qui aurait dû être présenté ici.